# Angustinaripterus
Angustinaripterus ("křídlo s dlouhým nosem") je vyhynulý rod ramforynchoidního ptakoještěra, žijícího v období střední jury na území dnešní Číny (souvrství Dašanpu v provincii S’-čchuan).

## Popis
Tento rod je známý jen podle jedné zachované lebky. Fosilní lebka (holotyp ZDM T8001) o délce 16,5 cm obsahuje velké, křížící se zuby na okraji zobáku, které zřejmě sloužily k zachycení ryb při lovu. Tvar zubů napovídá, že A. longicephalus byl příbuzný rodu Dorygnathus, některé jiné znaky jej však řadí spíše k pozdějším azhdarchidům. Na hlavě měl tento ptakoještěr velmi nízký hřebínek, dosahující výšky pouze v řádu jednotek milimetrů. Rozpětí křídel nepřesahovalo 1,6 metru, jednalo se tedy o poměrně malého ptakoještěra.